# 親水公園 (熱海市)

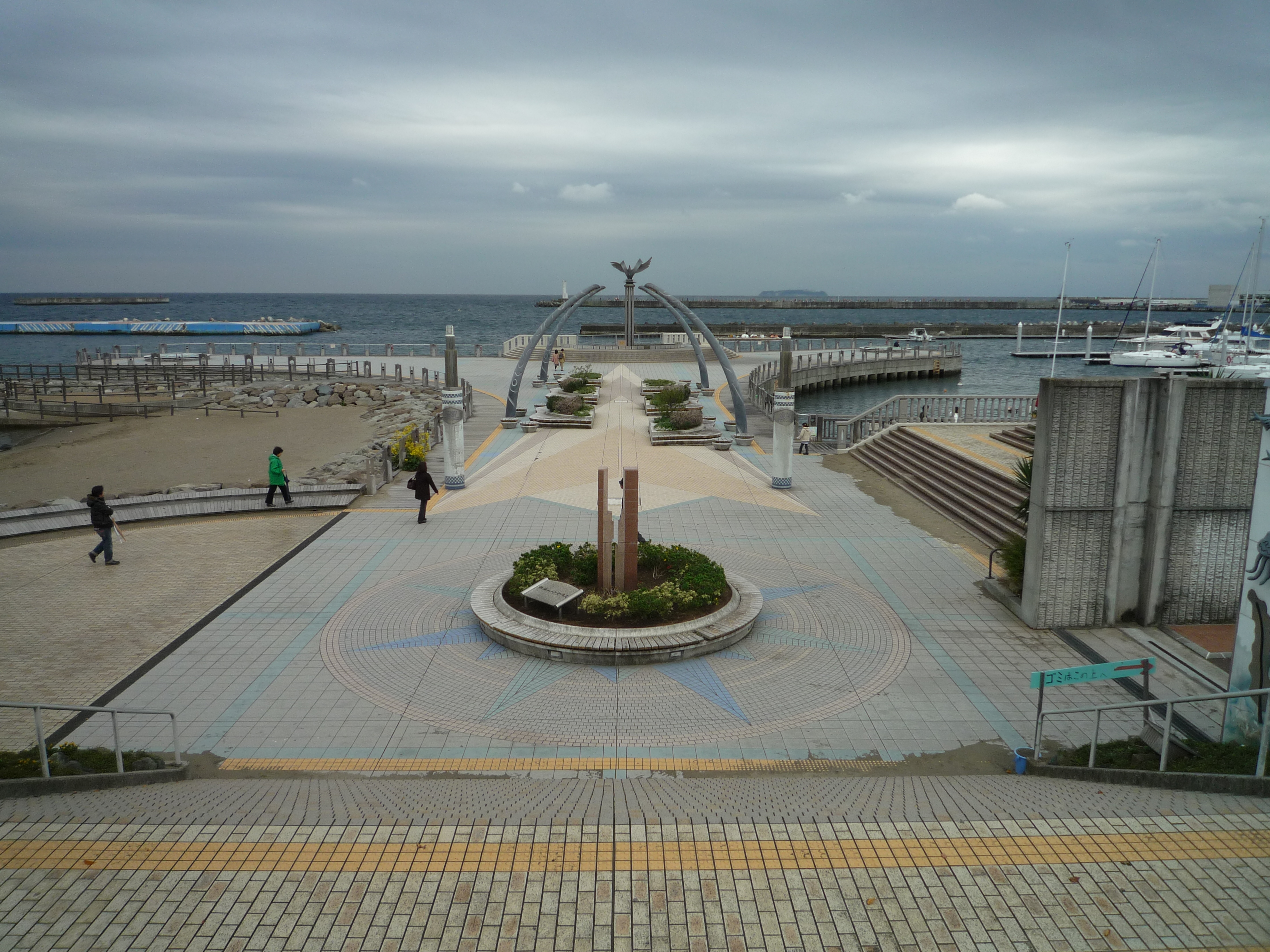
ムーンテラス

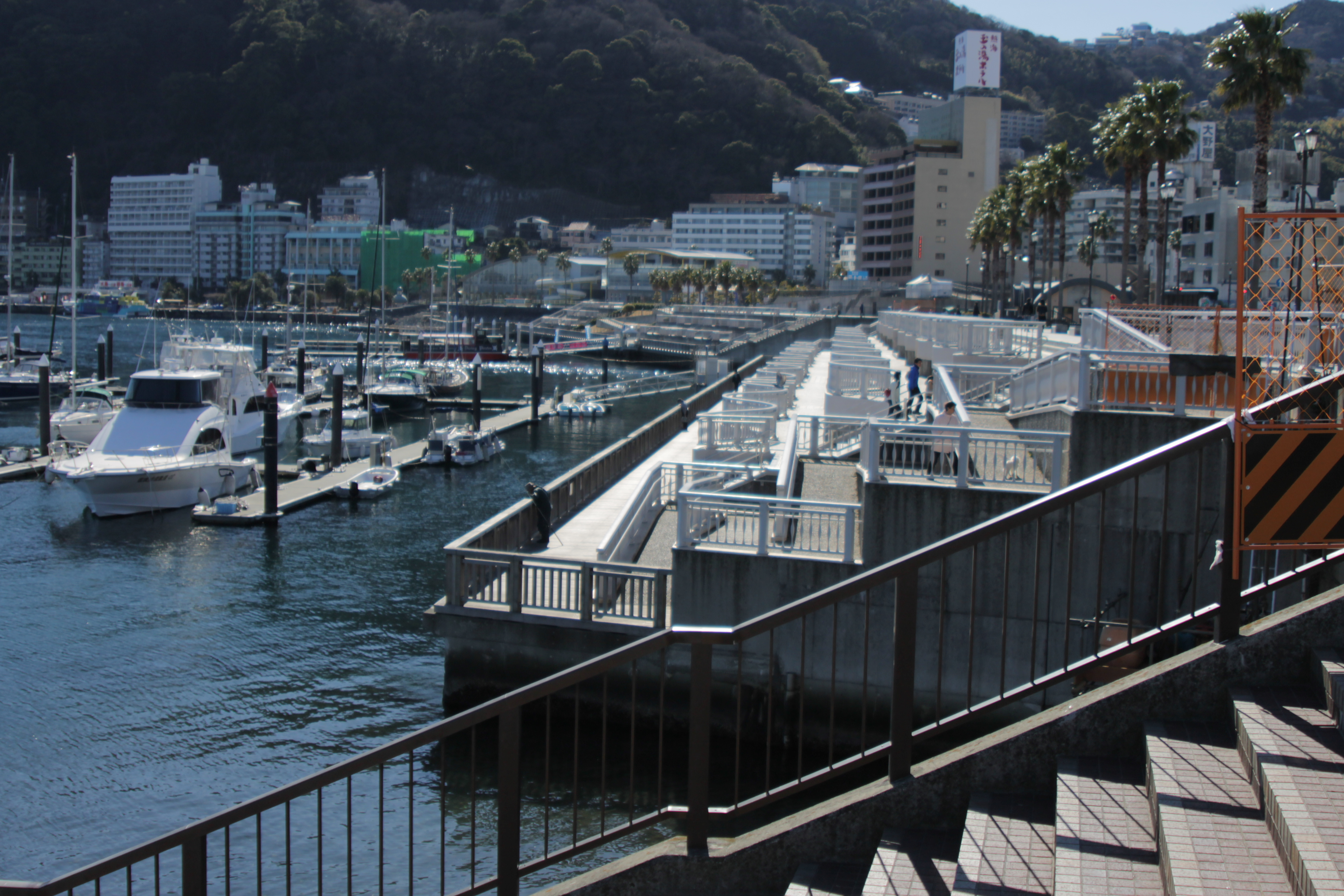
スカイデッキからレインボーデッキを臨む

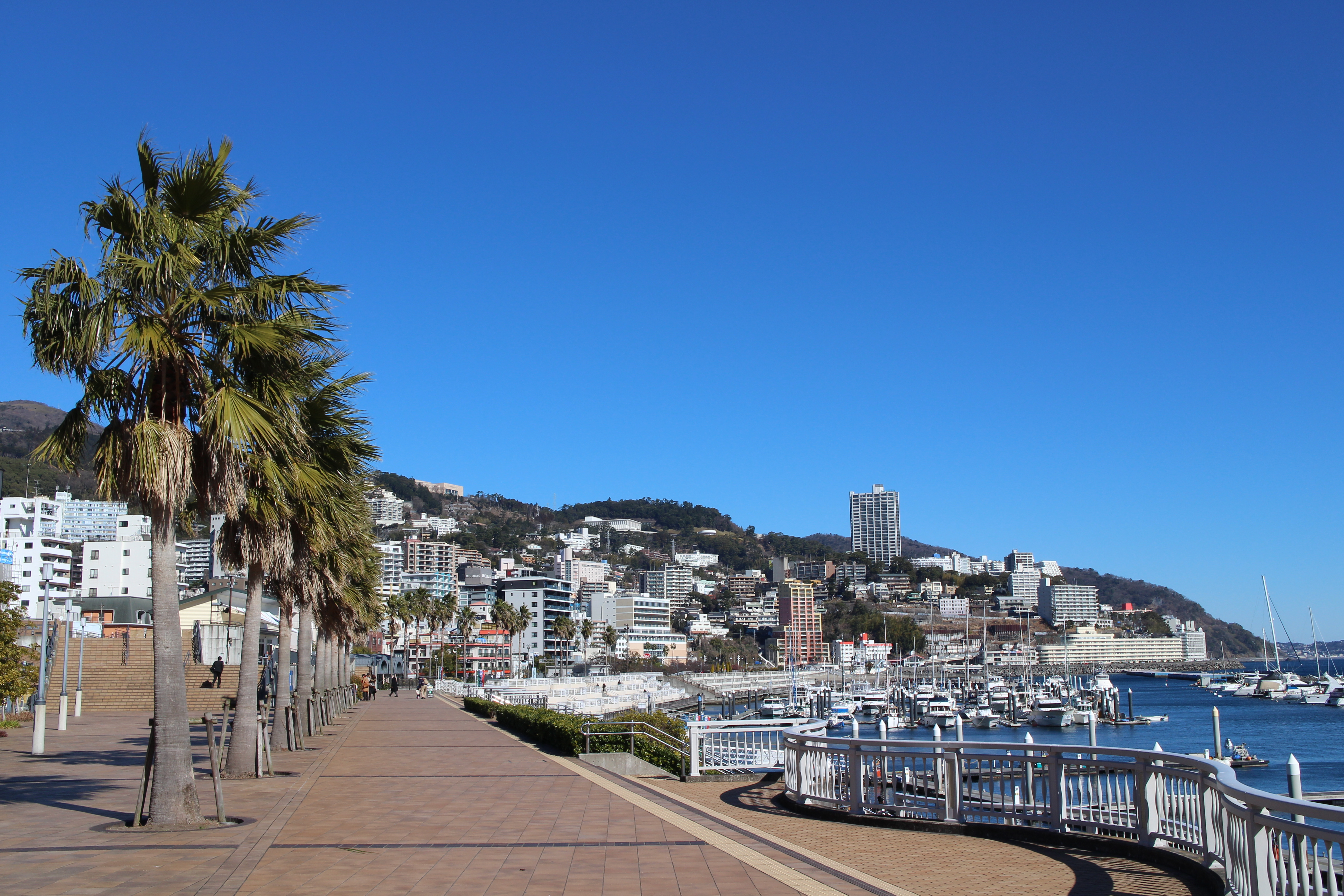
渚デッキ

親水公園（しんすいこうえん）は、熱海市の熱海サンビーチと熱海港に挟まれた、渚町沿岸部に造成されている公園。50台-60台規模の駐車場が2つと、観光案内所「ワカガエルステーション」、オープンカフェ「サンレモカフェ」、また海側には「スパ・マリーナ熱海」というマリーナや、「熱海遊覧船サンレモ」の乗り場が併設されている。

## 構成
- 第1工区 - 糸川以北
  - ムーンテラス - 熱海サンビーチの南脇にある、二股に分かれた展望テラス（ヘッドランド）。先端に「恋人の聖地」がある。
  - スカイデッキ - 「南仏コートダジュール」をイメージしたレンガ作り[1]。市営の「第1親水公園駐車場（50台）」が併設。波打つ3段テラスを降りた先にはウッドデッキと、「スパ・マリーナ熱海」の係留場（第1桟橋）がある。
- 第2工区 - 糸川から初川まで
  - レインボーデッキ -  「（姉妹都市である）北イタリア・サンレモのリヴィエラ海岸」をイメージした石造り[1]。地下に市営の「第2親水公園駐車場（60台）」併設。南端に熱海市観光協会の観光案内所「ワカガエルステーション」がある。波打つ3段テラスを降りた先にはウッドデッキと、「スパ・マリーナ熱海」の係留場（第2桟橋）がある。
他のデッキよりスペースが広いため、「イベント広場」として、各種のイベントの会場としても利用される。
- 第3工区 - 初川から和田川まで
  - 渚デッキ - 「南イタリアのナポリ海岸」をイメージ[1]。道路を挟んで西向いにある「渚小公園」とペデストリアンデッキでつながれている。デッキ頂上にはオープンカフェ「サンレモカフェ」があり、波打つ3段テラスを降りた先にはウッドデッキと、「熱海遊覧船サンレモ」の発着所（第3桟橋）がある。
- 第4工区 - 和田川以南
  - 「ギリシャ・エーゲ海」をイメージしたデッキを予定し、整備中[2]。道路を挟んだ南西向には「マリンスパあたみ」があり、地続きの南東にはサンレモ公園・熱海港がある。

## イベント
イベント広場（レインボーデッキ）
- 熱海海上花火大会 - 年に10数回。春夏中心。
- 熱海消防出初式 - 1月初頭。
- 春のあたみビール祭り - 5月初頭。
- あたみビール祭り - 8月初頭。
- アタミアロハフェスティバル - 9月初頭。

渚デッキ
- マリンフェスタ・アタミ - 7月下旬。

## 周辺
第1工区（ムーンテラス・スカイデッキ）周辺
中央から北西に伸びている道路は、「なぎさ中通り」と交差しつつ、「熱海銀座商店街」へと直結している。
- 熱海サンビーチ
- ジョナサン 熱海サンビーチ店
- アットパーク熱海サンビーチ第2（駐車場）
- レーベン熱海 ザ・マスター（リゾートマンション）
- ローソン 熱海渚店
- 料理旅館 渚館（旅館・日帰り温泉）

第2工区（レインボーデッキ）周辺
- リブマックスリゾート 熱海シーフロント（ホテル・日帰り温泉）
- シーサイドカフェ ライスボール
- テール・エ・メール（イタリア料理）

第3工区（渚デッキ）周辺
- リブマックスリゾート熱海Ocean（ホテル）
- 熱海山口美術館
- 渚小公園
- 玉の湯ホテル
- セブンイレブン 熱海渚町店

第4工区周辺
- 熱海海浜公園・マリンスパ熱海
- サンレモ公園・熱海港

## 沿革
- 1987年（昭和62年）〜1988年（昭和63年） - 熱海サンビーチの完成に伴い、それに続く「コースタルリゾート計画」の調査開始[3]。
- 1991年（平成3年） - 整備事業開始[3]。
- 1997年（平成9年）3月 - 第1工区完成[1][3]。
- 2000年（平成12年）3月 - 第2工区完成[1][3]。
- 2003年（平成15年）9月 - 愛称「スカイデッキ」「レインボーデッキ」決定[1]。
- 2009年（平成21年）
  - 4月 - 第3工区完成[1]。
  - 10月 - 愛称「渚デッキ」決定[1]。